# Jørgen Hansen Koch
Pour les articles homonymes, voir Koch.
Jørgen Hansen Koch (4 septembre 1787 — 30 janvier 1860) est un architecte néoclassique danois. Il a été le dirigeant de l'administration nationale du bâtiment danois à partir de 1835 et directeur de l’Académie royale des beaux-arts du Danemark de 1844 à 1849.

## Biographie
Koch étudie à l’Académie royale des beaux-arts du Danemark de 1807 à 1816. Il suit les cours de Christian Frederik Hansen, les leader des architectes danois de l'époque. En 1818, avec le sculpteur Hermann Ernst Freund, il voyage à Rome où il rencontre Bertel Thorvaldsen et d'autres membres de la colonie d'artistes danois qui résidait dans cette ville à l’époque. Freund devient l’assistant de Thorvaldsen alors que Koch continue son voyage en Grèce, faisant de lui le premier architecte danois éduqué à l'Académie à visiter le berceau de l’architecture classique qui était la principale source d'inspiration des architectes de cette époque. Il visite également Constantinople avant de retourner en Italie. En 1822 il rentre au Danemark via la France et Londres.
De retour au Danemark il est nommé hofbygmester og kgl. (Architecte Royal), succédant à Christian Frederik Hansen comme dirigeant de l'administration nationale du bâtiment danois . À partir de 1835 il enseigne également à l'Académie dont il est le directeur de 1844 à 1849.
En 1837 il devient membre du Comité pour la fondation du Musée Thorvaldsen.

## Œuvres
Koch a rénové et reconstruit plusieurs résidences Royales, dont le Palais Brockdorff (1827–28) et le Palais de Bernstorff (1829). Il a également conçu plusieurs écoles dont le Frederiksborg Gymnasium et le Roskilde Gymnasium (en) (1842).
À Copenhague il a construit la maison Hansen (en) (1835) à Frederiksstaden.

## Famille et liens avec Hans Christian Andersen
Jørgen Koch était mariée avec Ida Koch née Wulff. Ils appartenaient au cercle d'amis d'Hans Christian Andersen. Andersen pouvait à son gré venir dîner chez les Koch le vendredi. Andersen s'était également lié d'amitié avec leurs enfans, amitié qui continua après la mort de Jørgen et d'Ida ainsi que les dîners du vendredi. Andersen connaissait également d'autres membres des familles Koch et Wulff.